# Garde nationale de l'Azerbaïdjan

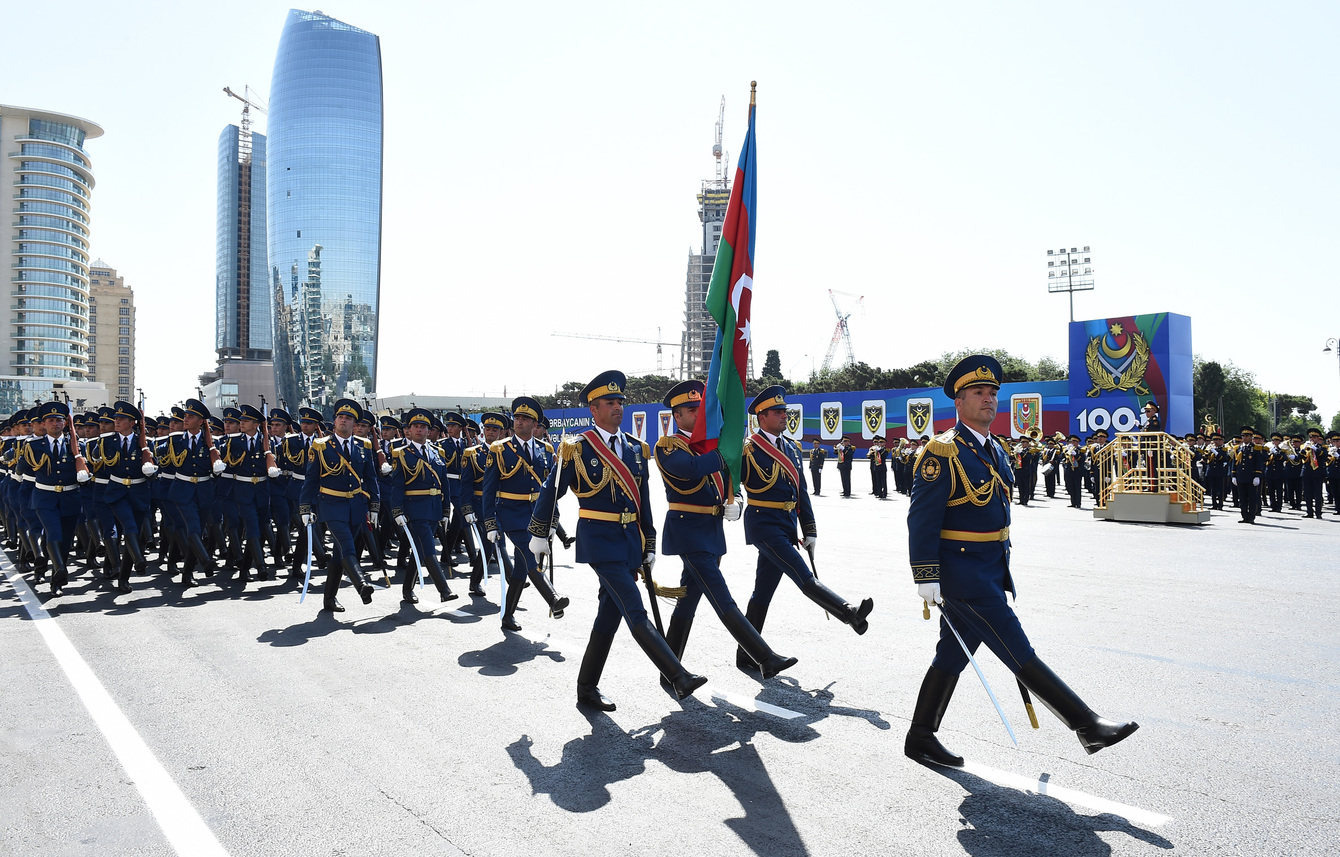

La Garde nationale azerbaïdjanaise (en azerbaïdjanais: Azərbaycan Milli Qvardiyası) est une force armée du gouvernement azerbaïdjanais et fonctionne comme une entité semi-indépendante. Le Service spécial de la protection de l’État (SSPE) de l’Azerbaïdjan est une unité militaire subordonnée au président de l’Azerbaïdjan. Les missions de la Garde nationale de l'Azerbaïdjan sont de protéger les installations gouvernementales telles que le Parlement national et l'administration présidentielle de l'Azerbaïdjan ainsi que les chefs d'État et de gouvernement étrangers en Azerbaïdjan.

## Histoire
La Garde nationale a été créée le 25 décembre 1991. Au départ, le service militaire dans la Garde nationale reposait sur un contrat volontaire de deux ans. Selon le décret présidentiel du 31 juillet 1992, la Garde nationale a été élargie aux forces armées. Initialement, le service militaire dans la Garde nationale était basé sur un contrat de deux ans sur une base volontaire. La sélection du personnel a été effectuée avec l'aide des organes du personnel du Ministère de la sécurité nationale et du Ministère de l'intérieur.
En 1993, le Département principal de la sécurité des autorités et de l'administration suprêmes de l'État a été créé sur la base de la Garde nationale. La garde était définitivement active en décembre 1996 mais semble maintenant avoir été intégrée au Service spécial de la protection de l'État. La bannière de bataille de la Garde nationale a été approuvée le 4 octobre 2005.

## Fonctions
Ses responsabilités comprennent l'organisation du président de l'Azerbaïdjan, la protection du Parlement national, l'administration présidentielle de l'Azerbaïdjan, le Cabinet des ministres, le ministère des Affaires étrangères de l'Azerbaïdjan, la Cour constitutionnelle, la Commission électorale centrale et d'autres installations publiques ainsi que le protection des chefs d'État étrangers sur le territoire de l'Azerbaïdjan. La Garde nationale joue un rôle en temps de guerre dans le cadre des forces terrestres azerbaïdjanaises. 
L'une des tâches les plus importantes du SSPE est la sécurité du gazoduc Bakou-Tbilissi-Ceyhan et du gazoduc du Caucase du Sud. L'OTAN fournit le service avec plusieurs hélicoptères et véhicules afin de protéger le pipeline. Le musée commémoratif et d'honneur Heydar Aliyev est situé sur le territoire de la Garde nationale. 

## Galerie

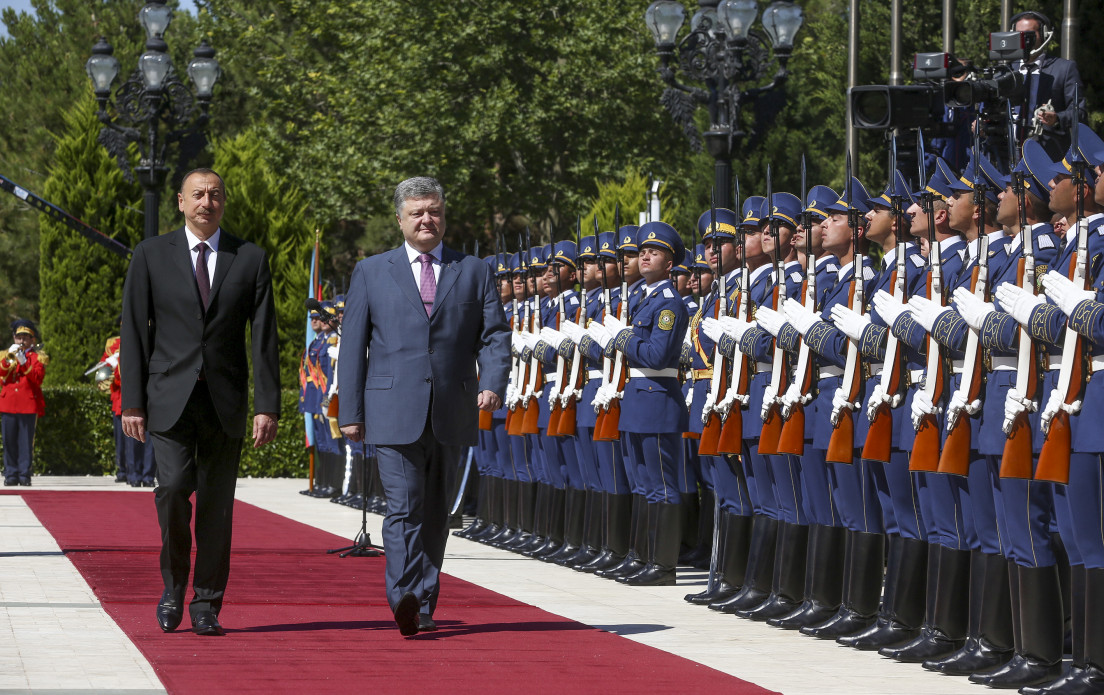
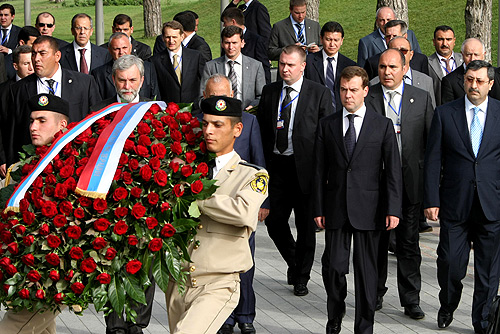
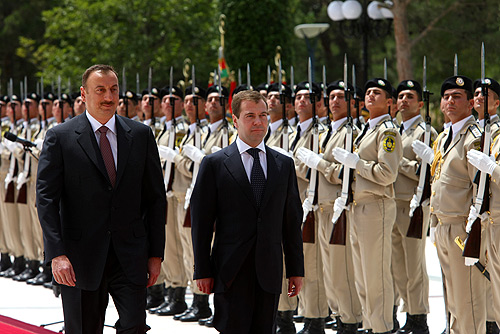
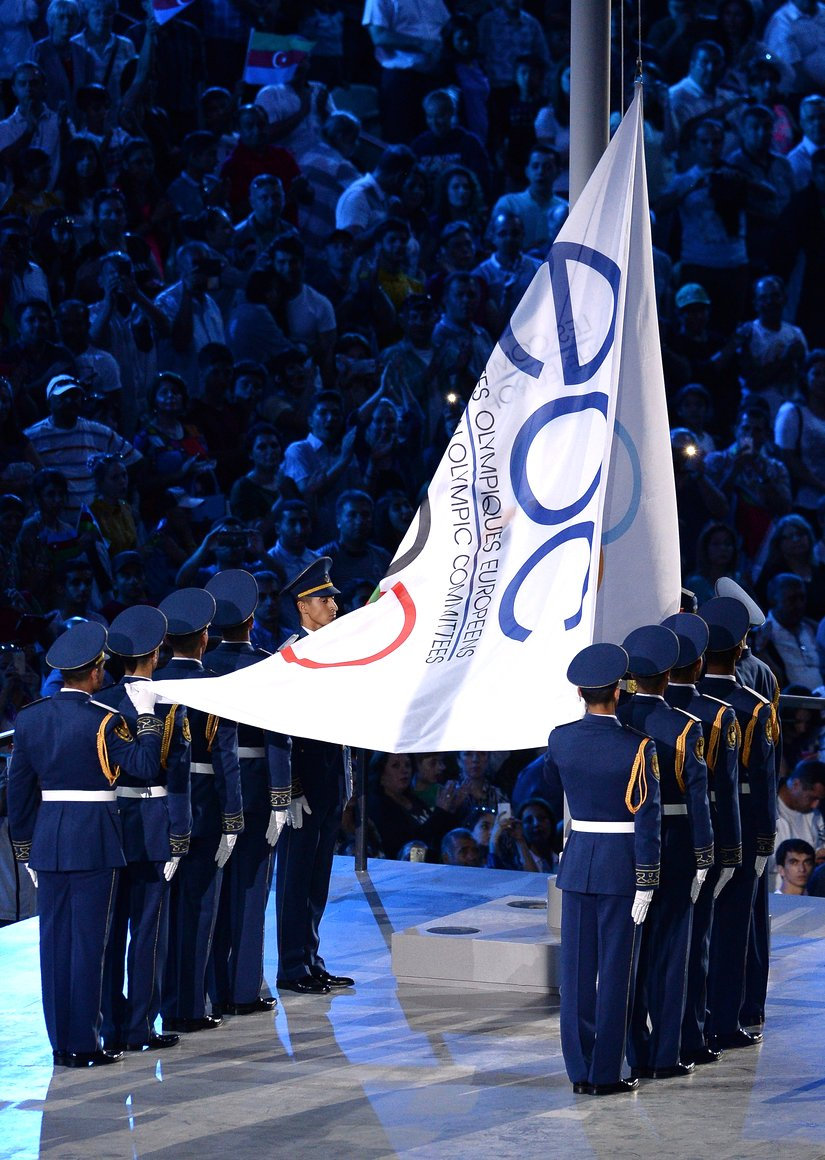
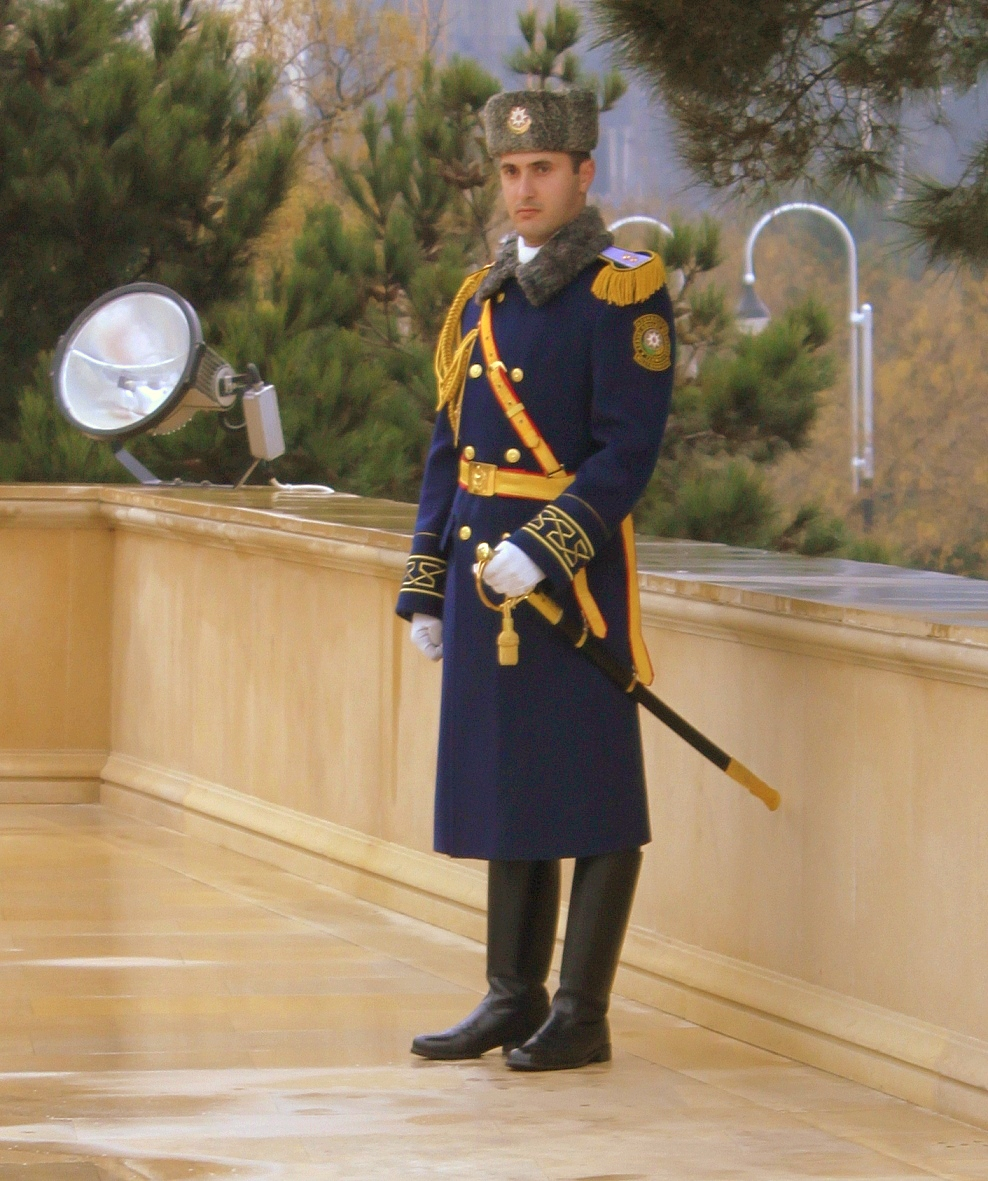